# Isla Sucia (Malvinas)
La isla Sucia es una de las islas Malvinas. Se encuentra en la bahía del Laberinto, en la costa este de Lafonia, al sur de la isla Soledad, al frente del puerto Fox, junto a la isla Botón. 
Como la mayoría de los topónimos malvinenses, su nombre es de origen español, anterior a la ocupación británica de las Malvinas, su nombre proviene de los depósitos de guano de gaviota que encontraron los españoles al desembarcar en 1570.